# Gargždai
Gargždai es una localidad lituana, capital municipal del distrito de Klaipėda en la provincia de Klaipėda.
En 2011 tiene 15 021 habitantes, de los cuales el 97,69% son lituanos y el 1,12% son rusos. Históricamente contó con una población destacable de judíos, pero el Einsatzkommando nazi asesinó a al menos quinientas personas de dicha etnia en 1941.
Se conoce su existencia desde 1253 y obtuvo el Derecho de Magdeburgo en 1792.
Se ubica a orillas del río Minija unos 5 km al este de Klaipėda, siendo la entrada a Klaipėda por la carretera A1 que lleva a Kaunas y Vilna.